# NWSL Golden Boot
De NWSL Golden Boot is een Amerikaanse individuele voetbalprijs van de National Women's Soccer League, die in 2013 werd ingesteld. De prijs wordt uitgereikt aan de speler die de meeste doelpunten maakt tijdens het reguliere seizoen. Als twee spelers evenveel doelpunten hebben gemaakt dan wint de speler met de meeste assists.

## Winnaars
| Seizoen | Winnaar         | Club                   | Statistieken    | Statistieken    | Statistieken    |
| Seizoen | Winnaar         | Club                   | D.              | W.              | G.              |
| ------- | --------------- | ---------------------- | --------------- | --------------- | --------------- |
| 2013    | Lauren Holiday  | Kansas City            | 12              | 18              | 0.67            |
| 2014    | Kim Little      | Seattle Reign          | 16              | 23              | 0.70            |
| 2015    | Crystal Dunn    | Washington Spirit      | 15              | 20              | 0.75            |
| 2016    | Lynn Williams   | Western New York Flash | 11              | 19              | 0.58            |
| 2017    | Sam Kerr        | Sky Blue               | 17              | 22              | 0.77            |
| 2018    | Sam Kerr (2)    | Chicago Red Stars      | 16              | 19              | 0.84            |
| 2019    | Sam Kerr (3)    | Chicago Red Stars      | 18              | 21              | 0.86            |
| 2020    | Niet uitgereikt | Niet uitgereikt        | Niet uitgereikt | Niet uitgereikt | Niet uitgereikt |
| 2021    | Ashley Hatch    | Washington Spirit      | 10              | 20              | 0.50            |
| 2022    | Alex Morgan     | San Diego Wave         | 15              | 17              | 0.88            |
| 2023    | Sophia Smith    | Portland Thorns        | 11              | 17              | 0.65            |
| 2024    | Temwa Chawinga  | Kansas City Current    | 20              | 25              | 0.80            |
| 2025    |                 |                        |                 |                 |                 |

## Statistieken

### Speelsters met meerdere titels
| Speelster | T. | Jaren kampioen   |
| --------- | -- | ---------------- |
| Sam Kerr  | 3  | 2017, 2018, 2019 |

### Aantal titels per club
| Team                   | T. | Jaren kampioen |
| ---------------------- | -- | -------------- |
| Chicago Red Stars      | 2  | 2018, 2019     |
| Washington Spirit      | 2  | 2015, 2021     |
| Kansas City Current    | 1  | 2024           |
| Portland Thorns        | 1  | 2023           |
| San Diego Wave         | 1  | 2022           |
| NJ/NY Gotham           | 1  | 2017           |
| Western New York Flash | 1  | 2016           |
| Seattle Reign          | 1  | 2014           |
| Kansas City            | 1  | 2013           |

### Aantal titels per nationaliteit
| Nationaliteit    | T. | Jaren kampioen                     |
| ---------------- | -- | ---------------------------------- |
| Verenigde Staten | 6  | 2013, 2015, 2016, 2021, 2022, 2023 |
| Australië        | 3  | 2017, 2018, 2019                   |
| Malawi           | 1  | 2024                               |
| Schotland        | 1  | 2014                               |